# Torneo de Mallorca 2023
El Mallorca Championships 2023 fue un torneo de tenis en césped al aire libre que se jugó en Santa Ponsa, Mallorca (España) del 26 de junio al 1 de julio de 2023.

## Distribución de puntos
| Modalidad            | Campeón | Finalista | Semifinales | Cuartos de final | 2ª ronda | 1ª ronda | Clasificados | 2ª ronda de clasificación | 1ª ronda de clasificación |
| Individual masculino | 250     | 165       | 100         | 50               | 25       | 0        | 13           | 7                         | 0                         |
| Dobles masculino     | 250     | 150       | 90          | 45               | 20       | 0        | -            | -                         | -                         |

## Cabezas de serie

### Individuales masculino
| Tenista              | Ranking | Preclasificado |
| Stefanos Tsitsipas   | 5       | 1              |
| Alejandro Davidovich | 33      | 2              |
| Ben Shelton          | 35      | 3              |
| Adrian Mannarino     | 46      | 4              |
| Aleksandr Búblik     | 48      | 5              |
| Richard Gasquet      | 49      | 6              |
| Bernabé Zapata       | 50      | 7              |
| Roberto Carballés    | 52      | 8              |

- Ranking del 19 de junio de 2023.[2]

### Dobles masculino
| Tenista                                  | Ranking | Preclasificado |
| Santiago González Édouard Roger-Vasselin | 23      | 1              |
| Sander Gillé Joran Vliegen               | 47      | 2              |
| Máximo González Andrés Molteni           | 53      | 3              |
| Marcel Granollers Horacio Zeballos       | 55      | 4              |

## Campeones

### Individual masculino
Christopher Eubanks venció a  Adrian Mannarino por 6-1, 6-4

### Dobles masculino
Yuki Bhambri /  Lloyd Harris vencieron a  Robin Haase /  Philipp Oswald por 6-3, 6-4